# 必殺仕事人ワイド 大老殺し 下田港の殺し技珍プレー好プレー
『必殺仕事人ワイド 大老殺し 下田港の殺し技珍プレー好プレー』（ひっさつしごとにんワイド たいろうごろし しもだこうのころしわざちんプレーこうプレー）は、1987年10月2日の金曜日21:00 - 22:48に、朝日放送と松竹（京都映画撮影所、現・松竹撮影所）が共同製作・テレビ朝日系列で放送された時代劇。主演は藤田まこと。
必殺シリーズの長時間スペシャル第9弾である。

## 概要
15年続いたレギュラーシリーズ終了の直後に放送された。これ以降、『必殺仕事人・激突!』で復活するまで年数回のスペシャル路線として継続していくことになる。
安政の大獄や唐人お吉をストーリーに導入し、桜田門外の変で大老・井伊直弼を暗殺したのは、頼み人から依頼を受けた中村主水であったという内容。
何でも屋の加代が仕事人グループ「絵日傘」の元締として再登場し、自らも殺し技を披露するが敵の襲撃に遭い、グループは崩壊。終盤は主水と組み、仕事人の密偵として復帰した。政と影太郎は終盤のみの出演。政に至っては台詞が解散の際に発した一言のみであった。
2013年放送の『マツコ&有吉の怒り新党』（テレビ朝日系列）のコーナー「新・3大○○調査会」で、本作が取り上げられた時は、なぜかゲスト出演の江夏豊の演技がクローズアップされていた。

## あらすじ
時は幕末。日本はアメリカの圧力で開国し、領事館を置いた。総領事のハリスを慰労する目的で、日米対抗ベースボール大会が開催されることが決定する。中村主水は大会の日本側監督として選ばれ、参加する選手を募る。一方で、アメリカとの自由貿易開始による損失を恐れた御用商人たちは加代が率いる仕事人グループ「絵日傘」を雇い、ハリスの暗殺を依頼する。加代たちは選手として、ベースボール大会に参加。その競技の最中の事故という形で、ハリスを殺そうとする。
大会当日。計画通り、加代たちはハリスを事故に見せ掛け暗殺しようとするが、謎の爆発によって、暗殺は失敗に終わる。さらには謎の集団が仕事人たちに襲い掛かり、次々と殺害していく。実は欧米列強の侵略を恐れた井伊直弼がハリス暗殺計画の撤回を命令し、御用商人たちは自らの関与を消すため、佐渡金山の暴動鎮圧部隊「地獄組」に仕事人たちの暗殺を依頼していた。主水の奮闘も虚しく、加代を除いて「絵日傘」のメンバーは全員殺され、仕事人とは無関係に大会に参加した、蝦蟇の油売りの源水と飛脚の早太が生き残る。
封鎖された下田から逃げることができず、主水は「地獄組」への対策を思案する中で、二本十手の久蔵という仕事人と出会う。彼はハリスの女中という名目で、性的な仕事も対応させられ、結果として民衆から蔑まれていた、お吉の恨みを晴らしにきたという。しかし、お吉の依頼はハリスを殺すことでは無く、自分をこんな目に追いやった人物を殺害して欲しいという曖昧なもので、久蔵も困っていた。久蔵は主水が「地獄組」に狙われていると知ると、自分と「地獄組」の因縁を話し、助太刀することを約束する。
「地獄組」と戦いながら、主水らは御用商人たちを殺害するが、「地獄組」首領の鉄眼が現れ、彼の攻撃で源水、早太、久蔵は殺害された。久蔵は死に際、主水に数ドルの銀貨を渡し、自分に代わり、お吉の恨みを晴らしてくれるように頼む。
2年後。激しいインフレによって、一揆や打ちこわしが発生。一方で、井伊直弼による「安政の大獄」と呼ばれる政治弾圧が行われていた。主水は見回りの最中に落ちぶれた、お吉と出会う。その場に居合わせた、勝麟太郎は彼女に同情する主水を見ると、彼に話し掛けて来た。主水は勝との会話の中で、お吉の恨みの対象は大老の井伊直弼であると判断し、自らの保身も考えず、裏の大仕事をすることを決意する。

## キャスト

### 仕事人
- 中村主水 - 藤田まこと

南町奉行所を訪れたジョン万次郎から、下田で開催される日米対抗ベースボール試合の監督を依頼され、手当と温泉に釣られて引き受け下田に出張する。
- 加代 - 鮎川いずみ

渦巻き模様の絵日傘を回して相手の目を回したり、傘の先端に仕込んだ刃で相手を刺す、切るといった殺し技を披露する。傘以外にも、匕首を使用する。脚本では当初、絵日傘を使う別の女性仕事人が予定されていた。
- 鍛冶屋の政 - 村上弘明
- かげろうの影太郎 - 三浦友和

加代と影太郎の「共演」は本作のみ。
- 居合抜きの源水 - 佐藤蛾次郎

表稼業はガマの油売りをしている、居合抜きを使う仕事人。主水の下田行きの裏に儲け話があるものと思い、奉行所の野球チームの一員に志願。鉄眼に敗れ、死亡した。
- 天狗飛び切りの弁慶 - 稲田龍雄
- 二人トンボのお百 - 森田美樹
- 二人トンボの千太郎 - 西田真吾
- ひとり相撲の鬼岩 - 高良隆志
- 飛脚の早太 - 千代田進一
- 草履投げの角平 - 甲斐道夫
- 二本十手の久蔵 - 宍戸錠

お吉の依頼の調査のために下田へやって来た仕事人。地獄組の鉄眼に敗れた過去があり、主水と組み、鉄眼と対決するが敗れ、命を落とす。

### その他
- 中村せん - 菅井きん

主水が下田に長期出張すると聞き、下田の温泉は子宝に効くと喜んでりつと一緒に主水について行く。日米対抗ベースボール試合を観戦し主水を応援するも、突如起こった爆発に恐れをなし、安藤広重に連れられてりつと共に江戸に帰る。
- 中村りつ - 白木万理

せんと一緒になって主水の下田出張に喜んでついて行く。日米対抗ベースボール試合の様子を絵に描いていた安藤広重に、主水をしっかり描いてくれるように頼む。試合中の爆発事件の後、せんと一緒に安藤広重に連れられて江戸に帰る。
- 筆頭同心 田中 - 山内としお

日米対抗ベースボール試合の監督を探して南町奉行所を訪れたジョン万次郎の依頼に対し、「今仕事を抱えていない」「長期出張しても支障がない」「いてもいなくてもどうでも良い」といった理由から、主水を監督に任命する。
- ジョン万次郎 - 江夏豊

日米対抗ベースボール試合の開催が決まり、日本側の選手を集めるにあたって「普段から人々と接してよく知っている」という理由により、同心に監督となって選手を集めて欲しいと南町奉行所に依頼に来る。試合では審判を務める。
- 橋本左内 - 渋谷哲平
- 大黒屋仁助 - 外山高士
- 安藤広重 - 池田満寿夫
- ハリス - 大月ウルフ
- 森山多吉郎 - 高峰圭二
- 井伊直弼 - 中村錦司
- 菊名仙之丞 - 小野田真之
- お福 - 井上ユカリ
- ヒュースケン - ポール・アルピン
- 戎屋新兵衛 - 永野辰弥
- 同心 - 手嶋雅彦、松尾勝人
- 下田奉行 - 加地春雄、久保正行
- 下田の役人 - 加藤正記
- 吉田松陰の弟子 - 益田哲夫
- 蓮台寺温泉の客 - 沢村杏子
- 清国人の召使 - 福山龍次、矢下田智和、荻野雅実、扇田喜久一、布目真爾
- 地獄組の鉄眼 - 寺田農

左目に目を描いた眼帯をした、白髪の謎の人物。地獄組を口笛で操る。3人の地獄組に抱えられて現れ、手足をロケットパンチのように飛ばして攻撃する。終盤で主水と対決しようと現れるが、政と影太郎が一緒にいると分かると、勝負は預けると言い残し立ち去る。
- 勝麟太郎 - 山本學

主水に、井伊直弼の抹殺を依頼する。主水が仕事人であることを、なぜか知っていた。
- お吉 - 坂口良子
- ナレーション - 玉井孝（朝日放送アナウンサー（当時））

## スタッフ
- 制作 - 山内久司（朝日放送）
- プロデューサー - 奥田哲雄、辰野悦央（朝日放送）、桜井洋三（松竹）
- 脚本 - 吉田剛
- 音楽 - 平尾昌晃
- 監督 - 松野宏軌
- 撮影 - 石原興
- 照明 - 中島利男
- 殺陣 - 楠本栄一
- 題字 - 糸見渓南
- 現像 - IMAGICA
- 協力 - エクラン演技集団、新演技座
- 制作協力 - 京都映画撮影所（現・松竹撮影所）
- 制作 - 朝日放送、松竹

## 主題歌
- テン・リー「ついて行きたい」（リバスター）
作詞・作曲：たきのえいじ、編曲：桜庭伸幸
『必殺剣劇人』の主題歌。映画『必殺4 恨みはらします』の主題歌。

## 備考
- 主水率いる日本選抜チームとハリス率いるアメリカ選抜チームによるベースボール試合のシーンの冒頭で、制作局の朝日放送（テレビ・ラジオ共通）のスポーツテーマ曲である『ウィーンはいつもウィーン』が使用されていた。